# Nacaduba takamukuana
Nacaduba takamukuana is een vlinder uit de familie van de Lycaenidae. De wetenschappelijke naam van de soort is voor het eerst geldig gepubliceerd in 1929 door Matsumura.